# وسینگتون (داکوتای جنوبی)
وسینگتون(به انگلیسی: Wessington) شهری در ایالت داکوتای جنوبی کشور ایالات متحده آمریکا است که جمعیت آن در سرشماری سال ۲۰۱۰ میلادی، ۱۷۰ نفر بوده‌است.